# Bilden i huset
Bilden i huset, engelsk originaltitel The Picture in the House, är en novell av den amerikanske författaren H.P. Lovecraft som han skrev i december 1920. Den publicerades första gången i julinumret av The National Amateur 1921.

## Handlingen
Berättaren söker under en cykeltur skydd undan en storm och träffar då en gammal särling. Han inser snart att det inte står helt rätt till i huset där han fått skydd undan stormen. Tillsammans med Den förfärlige gamle mannen är detta de första novellerna som Lovecraft låter utspelas i ett påhittat område i New England, som ska komma att kallas ”Lovecrafts landskap”. 